# 聖若望教堂

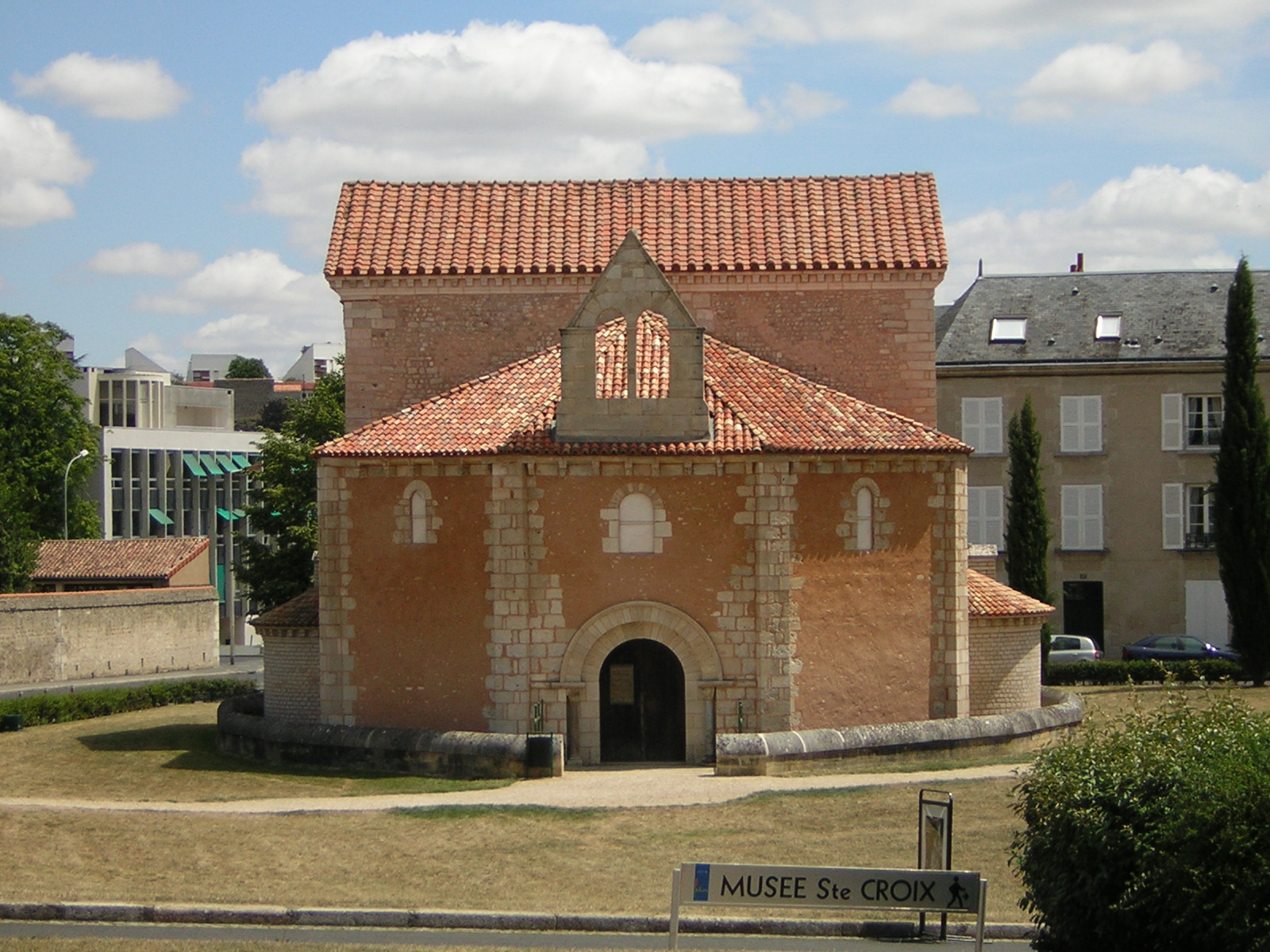
聖若望教堂

聖若望教堂（法語：Baptistère Saint-Jean) 是位於法國城市普瓦捷的一個教堂。這座教堂是法國現存最古老的教堂之一，也是墨洛溫王朝建築的代表作。教堂的前身是一座羅馬帝國時期的建築物。教堂最早的部分修建於360年。現在聖若望教堂的部分建築是一個小型的博物館。